# 红雾水葛
红雾水葛（学名：Pouzolzia sanguinea）为荨麻科雾水葛属下的一个种。

## 扩展阅读
- 維基物種上的相關：红雾水葛